# Письменности народов России
Письменности народов России и бывшего СССР (указаны годы употребления письменности).

## Исторический очерк
До конца XVIII — начала XIX веков большинство народов, населявших территории России, не имели своей письменности. Старописьменная традиция была у русских, украинцев и белорусов (на кириллице), народов Прибалтики (на латинице), грузин и армян (национальные алфавиты). Мусульманские народы Поволжья, Кавказа и Средней Азии ограничено пользовались арабским письмом.
С конца XVIII века с целью христианизации язычников и мусульман начинается перевод религиозных книг на языки народов России. Во всех этих книгах использовался кириллический шрифт. К середине XIX века были изданы богослужебные книги на языках ряда крупных народов Империи.
С середины XIX века начинается очень ограниченное издание букварей на языках народов России. Во всех таких изданиях используется кириллический шрифт (даже в татарских и башкирских букварях, изданных для крещённых татар и башкир, хотя к тому времени остальные татары и башкиры давно пользовались арабским письмом). Чётких орфографических норм для национальных языков не было, алфавиты составлялись по личному мнению автора книги. Так, в 1890—1900-е годы якутские и коми-пермяцкие буквари выходили на 4 разных алфавитах.
К началу XX века относятся первые попытки стандартизации национальных орфографий и алфавитов. Как правило, решения о стандартизации принимались на учительских съездах, но зачастую эти решения не выполнялись, так как крупнейшая типография национальных книг в Казани продолжала пользоваться своими шрифтами и правилами.
После Октябрьской революции 1917 года начинается активное развитие национальных письменностей. Проходит множество учительских съездов, разрабатываются орфографии, утверждаются алфавиты. В Москве, а затем и в других городах, начинается массовое издание национальных букварей, значительно расширяется издание периодики.
В 1923 году начинается движение за латинизацию алфавитов народов СССР. Первыми на латинизированный алфавит перешли ингуши, а вслед за ними почти все народы СССР. Кириллическая письменность сохранилась только у славянских народов, а также у чувашей, мордвы, марийцев и удмуртов. У грузин и армян сохранились древние национальные алфавиты. Важной тенденцией латинизации было создание письменности для бесписьменных ранее народов. Разрабатывались алфавиты даже для самых малочисленных этносов: ижорцев, алеутов и др. Однако уже с 1935 года разработка новых алфавитов была остановлена.
В 1936 году начинается процесс перевода всех латинизированных алфавитов на кириллицу. К 1941 году процесс был в целом завершён, кроме республик Прибалтики. При этом некоторые малочисленные народы оказались лишены нового кириллического алфавита и выпуск литературы на этих языках был прекращён.
В конце 1970-х годов вновь начинается процесс создания письменностей для малочисленных народов СССР. Почти все новые алфавиты создаются на кириллице. Этот процесс продолжается до сих пор.
В Перестройку в конце 80-х возрождается использование ряда языков, например карельского и вепсского языков на основе латиницы.
После распада СССР ряд народов перешёл на латинский алфавит: молдаване, азербайджанцы, узбеки, каракалпаки и туркмены.

## Индоевропейские языки
| язык                                                                                   | арабский алфавит              | латиница                                                     | кириллица                                                   | другие системы письма                                  |
| славянские языки                                                                       |                               |                                                              |                                                             |                                                        |
| белорусский язык                                                                       | ограничено в XVI—нач. XX вв., | с XVI в. (ныне почти не используется)                        | с XVI в.                                                    |                                                        |
| полесский микроязык                                                                    |                               | ограничено в начале 20 в.                                    | с 1988 (ограничено)                                         |                                                        |
| русский язык                                                                           |                               | проекты с 1833, 1919—1930                                    | с X—XI вв.                                                  |                                                        |
| украинский язык                                                                        |                               | ограничено в XVIII—XIX вв.                                   | с X—XI вв.                                                  |                                                        |
| польский язык                                                                          |                               | с XVI в.                                                     | попытки XIX в.                                              |                                                        |
| Церковнославянский язык (использовался как язык религии)                               |                               |                                                              | с IX в.                                                     | глаголица IX-?? вв.                                    |
| болгарский язык                                                                        |                               |                                                              | с IX—X вв.                                                  |                                                        |
| балтийские языки                                                                       |                               |                                                              |                                                             |                                                        |
| латышский язык                                                                         |                               | с XVI в.                                                     | попытки 1860-х                                              |                                                        |
| латгальский язык                                                                       |                               | с ?? в.                                                      |                                                             |                                                        |
| литовский язык                                                                         |                               | с 16 в.                                                      | ограничено в 1864—1905                                      |                                                        |
| романские языки                                                                        |                               |                                                              |                                                             |                                                        |
| молдавский язык                                                                        |                               | 1932—1938; с 1989                                            | до 1932; 1938—1989 (в Приднестровье используется до их пор) |                                                        |
| иранские языки                                                                         |                               |                                                              |                                                             |                                                        |
| белуджский язык                                                                        |                               | 1933—1938                                                    | с конца 1980-х (ограничено)                                 |                                                        |
| ваханский язык                                                                         |                               |                                                              | с 1990-х                                                    |                                                        |
| еврейско-таджикский диалект                                                            |                               | 1928—1938                                                    |                                                             | еврейское письмо до 1928                               |
| курдский язык                                                                          | до 1921                       | 1928—1946; с начала 1990-х в Азербайджане; с 2000-х в Грузии | с 1946; с 2000-х используется только в Армении              | армянский алфавит в 1921—1928                          |
| осетинский язык                                                                        | крайне редко в начале 20 в.   | 1920-е — 1930-е                                              | с конца 18 в. до 1920-х; с 1938                             | грузинский алфавит в 1938—1954 (только в Южной Осетии) |
| таджикский язык                                                                        | до 1929                       | 1930-е                                                       | с 1940                                                      |                                                        |
| талышский язык                                                                         |                               | 1930-е; с начала 1990-х в Азербайджане                       | с 1980-х (ограничено)                                       |                                                        |
| татский язык                                                                           |                               | 1930-е; с начала 1990-х в Азербайджане                       | с 1938                                                      | еврейское письмо до конца 1920-х                       |
| шугнанский язык                                                                        |                               | 1930-е                                                       | с конца 1980-х                                              |                                                        |
| ягнобский язык                                                                         |                               |                                                              | с начала 1990-х                                             |                                                        |
| другие индоевропейские языки                                                           |                               |                                                              |                                                             |                                                        |
| армянский язык                                                                         |                               |                                                              |                                                             | армянский алфавит с 406 г.                             |
| греческие языки (румейский, понтийский)                                                |                               |                                                              | с 1970-х                                                    | с древности                                            |
| немецкий язык (немцев Поволжья, остзейских немцев, немецких специалистов и колонистов) |                               | с ?? в.                                                      |                                                             |                                                        |
| идиш                                                                                   |                               |                                                              |                                                             | еврейское письмо                                       |
| цыганский язык                                                                         |                               |                                                              | с 1927 (с конца 1930-х практически не используется)         |                                                        |

## Алтайские языки
| язык                       | арабский алфавит                         | латиница                                | кириллица                                                   | другие системы письма                                |
| тюркские языки             |                                          |                                         |                                                             |                                                      |
| азербайджанский язык       | до конца 1920-х                          | 1930-е; с 1990-х                        | 1939—1990-е. В Дагестане используется до сих пор            |                                                      |
| алтайский язык             |                                          | 1930-е                                  | кон. 19 в. — 1920-е; с кон. 1930-х                          |                                                      |
| башкирский язык            | до конца 1920-х                          | 1930-е                                  | ограничено в кон. 19 — нач. 20 в.; с 1940                   |                                                      |
| гагаузский язык            |                                          | с 1990-х                                | ограничено в нач. 20 в.; 1957—1990-е                        |                                                      |
| долганский язык            |                                          |                                         | с 1970-х                                                    |                                                      |
| казахский язык             | до конца 1920-х                          | 1930-е; с 2017 параллельно с кириллицей | ограничено в кон. 19 — нач. 20 в.; с 1940                   |                                                      |
| каракалпакский язык        | 1920-е                                   | 1930-е; с конца 1990-х                  | кон. 1930-х (с 1990-х используется параллельно с латиницей) |                                                      |
| карачаево-балкарский язык  | 1920-е                                   | 1930-е                                  | с кон. 1930-х                                               |                                                      |
| киргизский язык            | до конца 1920-х                          | 1930-е                                  | с 1940                                                      |                                                      |
| крымскотатарский язык      | до конца 1920-х                          | 1929—1938; с 1990-х                     | с 1938 (с 1990-х используется параллельно с латиницей)      | еврейское письмо (для караимов и крымчаков)          |
| кумандинский язык          |                                          | попытка 1930-х                          | с 1990-х                                                    |                                                      |
| кумыкский язык             | до 1920-х                                | 1930-е                                  | с 1938                                                      |                                                      |
| ногайский язык             | до конца 1920-х                          | 1930-е                                  | с конца 1930-х                                              |                                                      |
| татарский язык             | до конца 1920-х                          | 1930-е, попытка 2000-е                  | с конца 1930-х (кряшены используют кириллицу с 19 в.)       |                                                      |
| телеутский язык            |                                          |                                         | с 2000-х                                                    |                                                      |
| тофаларский язык           |                                          |                                         | с 1988                                                      |                                                      |
| тувинский язык             |                                          | 1930-е                                  | с 1941                                                      |                                                      |
| туркменский язык           | до конца 1920-х                          | 1930-е; с начала 1990-х                 | 1940—1990-е                                                 |                                                      |
| узбекский язык             | до конца 1920-х                          | 1930-е; с 1990-х                        | с 1940 (с 1990-х используется параллельно с латиницей)      |                                                      |
| уйгурский язык             | 1920-е (в Китае используется до сих пор) | 1930-е — 1940-е                         | с 1946                                                      |                                                      |
| хакасский язык             |                                          | 1930-е                                  | 1920-е; с кон. 1930-х                                       |                                                      |
| чувашский язык             |                                          |                                         | с конца 18 в.                                               |                                                      |
| шорский язык               |                                          | 1930-е                                  | кон. 19 в. — 1920-е; с кон. 1930-х                          |                                                      |
| якутский язык              |                                          | 1917 — кон. 1930-х                      | 19 — нач. 20 в.; с кон. 1930-х                              |                                                      |
| монгольские языки          |                                          |                                         |                                                             |                                                      |
| бурятский язык             |                                          | 1930-е                                  | ограничено в кон. 19 в.; с кон. 1930-х                      | монгольское письмо до кон. 1920-х                    |
| калмыцкий язык             |                                          | 1930-е                                  | попытки кон. 19 — нач. 20 в.; 1920-е; с кон. 1930-х         | ойрат-калмыцкое письмо («тодо-бичиг») до нач. 1920-х |
| тунгусо-маньчжурские языки |                                          |                                         |                                                             |                                                      |
| нанайский язык             |                                          | 1930-е                                  | попытки кон. 19 — нач. 20 в.; с 1937                        |                                                      |
| негидальский язык          |                                          |                                         | с 2009                                                      |                                                      |
| орокский язык              |                                          |                                         | с 2008                                                      |                                                      |
| орочский язык              |                                          |                                         | с нач. 2000-х                                               |                                                      |
| удэгейский язык            |                                          | 1930-е                                  | с 1937                                                      |                                                      |
| ульчский язык              |                                          |                                         | с 1990-х                                                    |                                                      |
| эвенкийский язык           |                                          | 1930-е                                  | с 1937                                                      |                                                      |
| эвенский язык              |                                          | 1930-е                                  | попытки кон. 19 в.; с 1937                                  |                                                      |

## Кавказские языки
| язык                      | арабский алфавит                   | латиница                                                       | кириллица                                 | другие системы письма                  |
| картвельские языки        |                                    |                                                                |                                           |                                        |
| грузинский язык           |                                    | ограничено с 2010-х в Азербайджане (для ингилойского диалекта) |                                           | грузинский алфавит                     |
| лазский язык              |                                    | 1929—1938                                                      |                                           | грузинский алфавит, попытки            |
| мегрельский язык          |                                    |                                                                | попытки в 1880-е — 1900-е                 | грузинский алфавит                     |
| сванский язык             |                                    |                                                                | попытки в 1860-е                          | грузинский алфавит                     |
| абхазско-адыгские языки   |                                    |                                                                |                                           |                                        |
| абазинский язык           | попытки сер. 19 в.                 | 1930-е                                                         | с 1938                                    |                                        |
| абхазский язык            |                                    | 1926—1938                                                      | 1862—1926; с 1954                         | грузинский алфавит в 1938—1954         |
| адыгейский язык           | 1920-е                             | 1930-е                                                         | с кон. 1930-х                             |                                        |
| кабардино-черкесский язык | ограничено в кон. 19 — нач. 20 вв. | нач. 1920-х — 1936                                             | ограничено в 19 в.; с 1936                |                                        |
| нахско-дагестанские языки |                                    |                                                                |                                           |                                        |
| аварский язык             | до конца 1920-х                    | 1930-е                                                         | ограничено в кон. 19 — нач. 20 в.; с 1938 |                                        |
| агульский язык            |                                    |                                                                | с нач. 1990-х                             |                                        |
| арчинский язык            |                                    |                                                                | с сер. 2000-х                             |                                        |
| ахвахский язык            |                                    |                                                                | с кон. 2000-х                             |                                        |
| даргинский язык           | до конца 1920-х                    | 1930-е                                                         | ограничено в кон. 19 — нач. 20 в.; с 1938 |                                        |
| ингушский язык            | до нач. 1920-х                     | 1920-е — 1930-е                                                | с 1938                                    |                                        |
| каратинский язык          |                                    |                                                                | ограничено с 1998                         |                                        |
| лакский язык              | до конца 1920-х                    | 1930-е                                                         | с 1938                                    |                                        |
| лезгинский язык           | до конца 1920-х                    | 1930-е                                                         | ограничено в кон. 19 — нач. 20 в.; с 1938 |                                        |
| рутульский язык           |                                    | ограничено с 2013 (в Азербайджане)                             | с нач. 1990-х (в России)                  |                                        |
| табасаранский язык        |                                    | 1930-е                                                         | с 1938                                    |                                        |
| удинский язык             |                                    | 1930-е; с сер. 1990-х                                          | попытки с 1990-х                          | грузинский алфавит с 1990-х (в Грузии) |
| цахурский язык            |                                    | 1930-е; с сер. 1990-х (в Азербайджане)                         | с нач. 1990-х (в России)                  |                                        |
| цезский язык              |                                    |                                                                | попытки с нач. 1990-х                     |                                        |
| хиналугский язык          |                                    | с сер. 2000-х                                                  | попытки нач. 1990-х                       |                                        |
| чеченский язык            | до 1920-х                          | 1920-е — 1930-е; попытки в 1990-х                              | ограничено в кон. 19 — нач. 20 в.; с 1938 |                                        |

## Уральские языки
| язык                      | арабский алфавит | латиница              | кириллица                                    | другие системы письма |
| финно-угорские языки      |                  |                       |                                              |                       |
| вепсский язык             |                  | 1930-е; с кон. 1980-х | попытки в нач. 1990-х и 2010-х               |                       |
| ижорский язык             |                  | 1930-е                |                                              |                       |
| карельский язык           |                  | 1930-е; с кон. 1980-х | 19 в. — нач. 20 в.; 1937—1940                |                       |
| кильдинский саамский язык |                  | 1930-е                | попытки кон. 19 — нач. 20 в.; 1937; с 1980-х |                       |
| коми язык                 |                  | 1932—1936             | 19 в. — 1932; с 1936                         | анбур в XIV—XVII в.   |
| коми-пермяцкий язык       |                  | 1932—1936             | кон. 19 в. — 1932; с 1936                    |                       |
| коми-язьвинский язык      |                  |                       | с 2003                                       |                       |
| мансийский язык           |                  | 1930-е                | попытки кон. 19 — нач. 20 в.; с 1937         |                       |
| марийский язык            |                  |                       | с кон. 18 в.                                 |                       |
| мокшанский язык           |                  | попытки нач. 1930-х   | с кон. 18 в.                                 |                       |
| удмуртский язык           |                  | попытки нач. 1930-х   | с кон. 18 в.                                 |                       |
| хантыйский язык           |                  | 1930-е                | попытки кон. 19 — нач. 20 в.; с 1937         |                       |
| эрзянский язык            |                  | попытки нач. 1930-х   | с кон. 18 в.                                 |                       |
| эстонский язык            |                  | с 16 в.               |                                              |                       |
| самодийские языки         |                  |                       |                                              |                       |
| нганасанский язык         |                  |                       | с 1990-х                                     |                       |
| тундровый ненецкий язык   |                  | 1930-е                | с 1937                                       |                       |
| лесной ненецкий язык      |                  |                       | с 1990                                       |                       |
| северноселькупский язык   |                  | 1930-е                | с 1937                                       |                       |
| южноселькупский язык      |                  |                       | попытки конца XIX в.; с 1990-х               |                       |
| лесной энецкий язык       |                  |                       | с 1990-х                                     |                       |

## Палеоазиатские языки
| язык                        | арабский алфавит | латиница       | кириллица                       | другие системы письма |
| чукотско-камчатские языки   |                  |                |                                 |                       |
| алюторский язык             |                  |                | с 2000-х                        |                       |
| ительменский язык           |                  | 1930-е         | с 1980-х                        |                       |
| корякский язык              |                  | 1930-е         | с 1937                          |                       |
| чукотский язык              |                  | 1930-е         | с 1937                          | письмо Теневиля       |
| эскимосско-алеутские языки  |                  |                |                                 |                       |
| алеутский язык              |                  | попытки 1930-х | 19 — нач. 20 в.; попытки 1990-х |                       |
| эскимосский язык            |                  | 1930-е         | попытки 19 — нач. 20 в.; с 1937 |                       |
| другие палеоазиатские языки |                  |                |                                 |                       |
| кетский язык                |                  | 1930-е         | с 1980-х                        |                       |
| нивхский язык               |                  | 1930-е         | с 1937                          |                       |
| юкагирский язык             |                  |                | с кон. 1980-х                   |                       |

## Другие языки
| язык                            | арабский алфавит | латиница       | кириллица | другие системы письма |  |
|                                 |                  |                |           |                       |  |
| ассирийский новоарамейский язык |                  | 1930-е         | 1920-е    | сирийское письмо      |  |
| дунганский язык                 | 1920-е           | 1928—1952      | с 1952    |                       |  |
| корейский язык                  |                  | попытки 1930-х |           | корейское письмо      |  |